# Рігвава Сергій Тарасович
Сергій Тарасович Рігвава (17 квітня 1927, тепер Грузія — 13 листопада 2013, місто Тбілісі, Грузія) — грузинський радянський державний діяч, 2-й секретар ЦК КП Грузії. Депутат Верховної ради Грузинської РСР 4-го, 8—11-го скликань, народний депутат Верховної ради Республіки Грузії (Грузинської РСР) 12-го скликання.

## Життєпис
У 1944—1946 роках — 2-й секретар Сухумського міського комітету ЛКСМ Грузії.
Член ВКП(б) з 1946 року.
У 1946—1948 роках — слухач Центральної комсомольської школи при ЦК ВЛКСМ у Москві.
У 1948—1950 роках — секретар Абхазького обласного комітету ЛКСМ Грузії.
У 1950—1951 роках — помічник 1-го секретаря секретар Абхазького обласного комітету КП(б) Грузії.
У 1951—1952 роках — 2-й секретар, 1-й секретар Абхазького обласного комітету ЛКСМ Грузії.
У 1952—1956 роках — секретар, 2-й секретар ЦК ЛКСМ Грузії.
У 1956—1957 роках — завідувач організаційного відділу Орджонікідзевського районного комітету КП Грузії міста Тбілісі.
У 1957 році закінчив заочно Тбіліський державний педагогічний інститут імені Пушкіна.
У 1957—1960 роках — секретар партійного бюро, секретар парткому Грузинського зооветеринарного інституту.
У 1960—1963 роках — старший референт Ради міністрів Грузинської РСР.
У 1963—1972 роках — 2-й секретар, 1-й секретар Калінінського районного комітету КП Грузії міста Тбілісі.
У 1972—1974 роках — секретар Тбіліського міського комітету КП Грузії.
У 1974 — 6 січня 1979 року — 1-й заступник голови виконавчого комітету Тбіліської міської ради депутатів трудящих.
10 січня 1979 — 1988 року — голова Державного комітету Грузинської РСР із професіно-технічної освіти.
У 1988—1990 роках — голова Комісії партійного контролю при ЦК КП Грузії. У 1990—1991 роках — голова Центральної контрольної комісії КП Грузії.
До серпня 1991 року — 2-й секретар ЦК КП Грузії.
Помер 13 листопада 2013 року в Тбілісі.

## Нагороди
- орден Жовтневої Революції
- орден Трудового Червоного Прапора
- орден «Знак Пошани»
- кавалер ордена Честі (Грузія)
- медаль